# Nikitycze
Nikitycze (ukr. Мики́тичі) – wieś na Ukrainie na terenie rejonu włodzimierskiego w obwodzie wołyńskim, liczy 390 mieszkańców.